# River Rail Streetcar

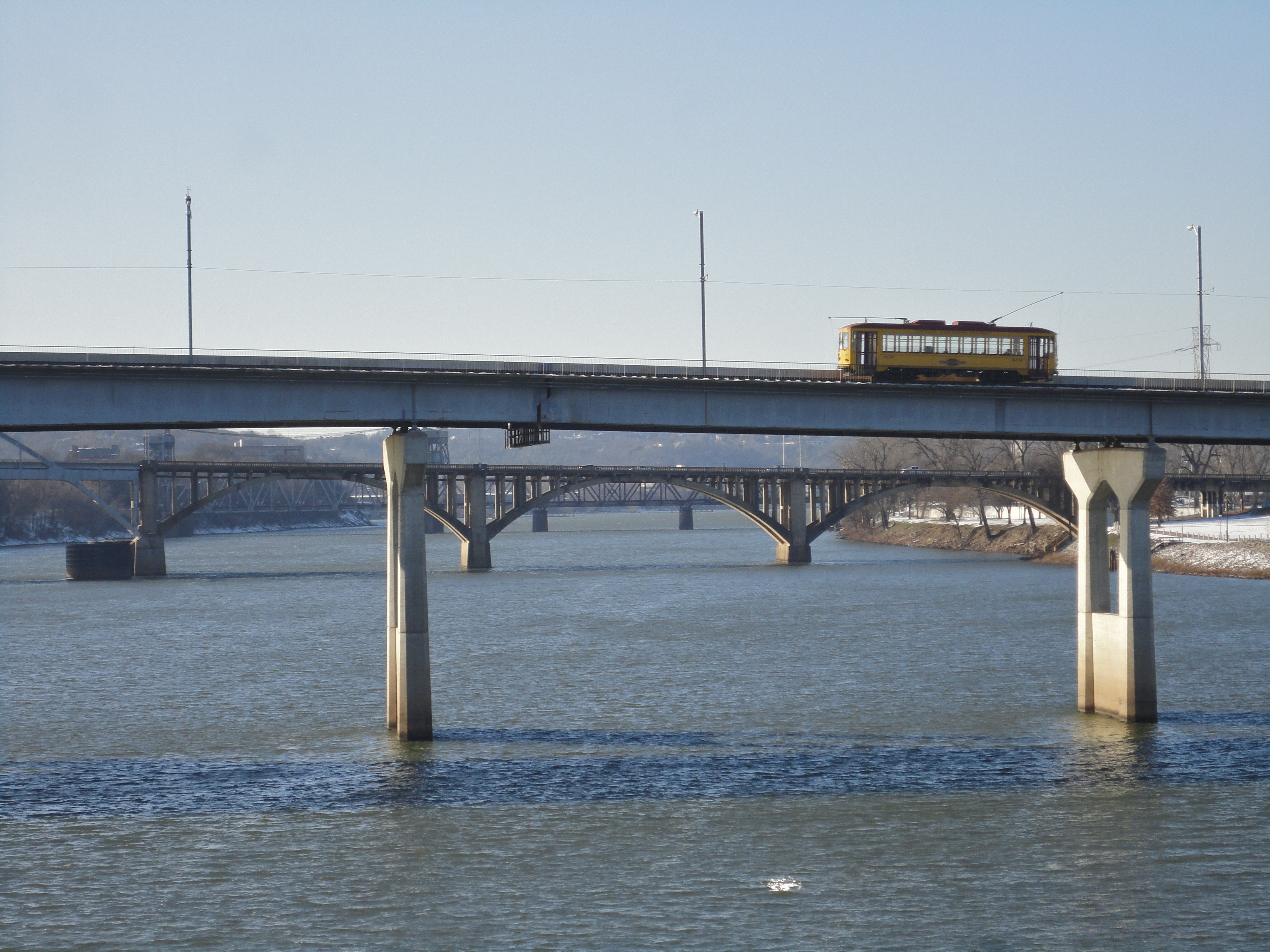
Main Street Bridge über den Arkansas River

Das River Rail Streetcar ist eine überwiegend touristische Straßenbahn in Little Rock und North Little Rock im US-Bundesstaat Arkansas.

## Vorgeschichte
Eine Pferdestraßenbahn existierte in Little Rock von 1876 bis 1895, in den Jahren 1888 und 1889 fuhren auch dampfbetriebene Triebwagen. Am 23. Dezember 1891 fuhr die erste elektrische Straßenbahn, am 1. September 1947 endete der Straßenbahnverkehr.

## Geschichte
Am 1. November 2004 begann der Betrieb des River Rail Streetcars, die Strecke war vier Kilometer lang. Am 16. Februar 2007 wurde eine 1,4 Kilometer lange Verlängerung eröffnet. Betreiber ist die Rock Region Metropolitan Transit Authority, der größte Betrieb des ÖPNV in Arkansas.

## Strecke
Die Strecke verbindet, in Form von zwei großen Schleifen beidseitig eines kurzen zentralen Abschnitts, über den Arkansas River hinweg die beiden Städte Little Rock und North Little Rock. Sie ist weitgehend eingleisig, lediglich die 2007 eröffnete Stichstrecke zur Presidential Library in Little Rock wurde zweigleisig ausgeführt.
In beiden Städten verläuft die Strecke in Schleifenform. In Little Rock wird die Schleife im, in North Little Rock gegen den Uhrzeigersinn befahren. Sie sind durch eine eingleisige Strecke über den Fluss an der Ostseite der Main Street Bridge miteinander verbunden. Das Depot befindet sich in North Little Rock.
Sämtliche Abzweige sind als Gleisdreiecke angelegt, so dass auf beiden Schleifen auch ein isolierter Betrieb möglich ist. Die Zweigleisigkeit der Neubaustrecke endet unmittelbar vor der Endhaltestelle Presidential Library.

## Betrieb
Es verkehren zwei Linien. Die täglich verkehrende Blue Line durchfährt die gesamte Strecke in einem angenäherten 25-Minuten-Takt. Die Green Line verkehrt nur in Little Rock, montags bis samstags bis 17:45 Uhr, etwa alle 23 Minuten. Beide Linien bedienen bis 17:45 Uhr die Stichstrecke zur Presidential Library, dann endet dort der Gesamtverkehr.

## Fahrzeuge

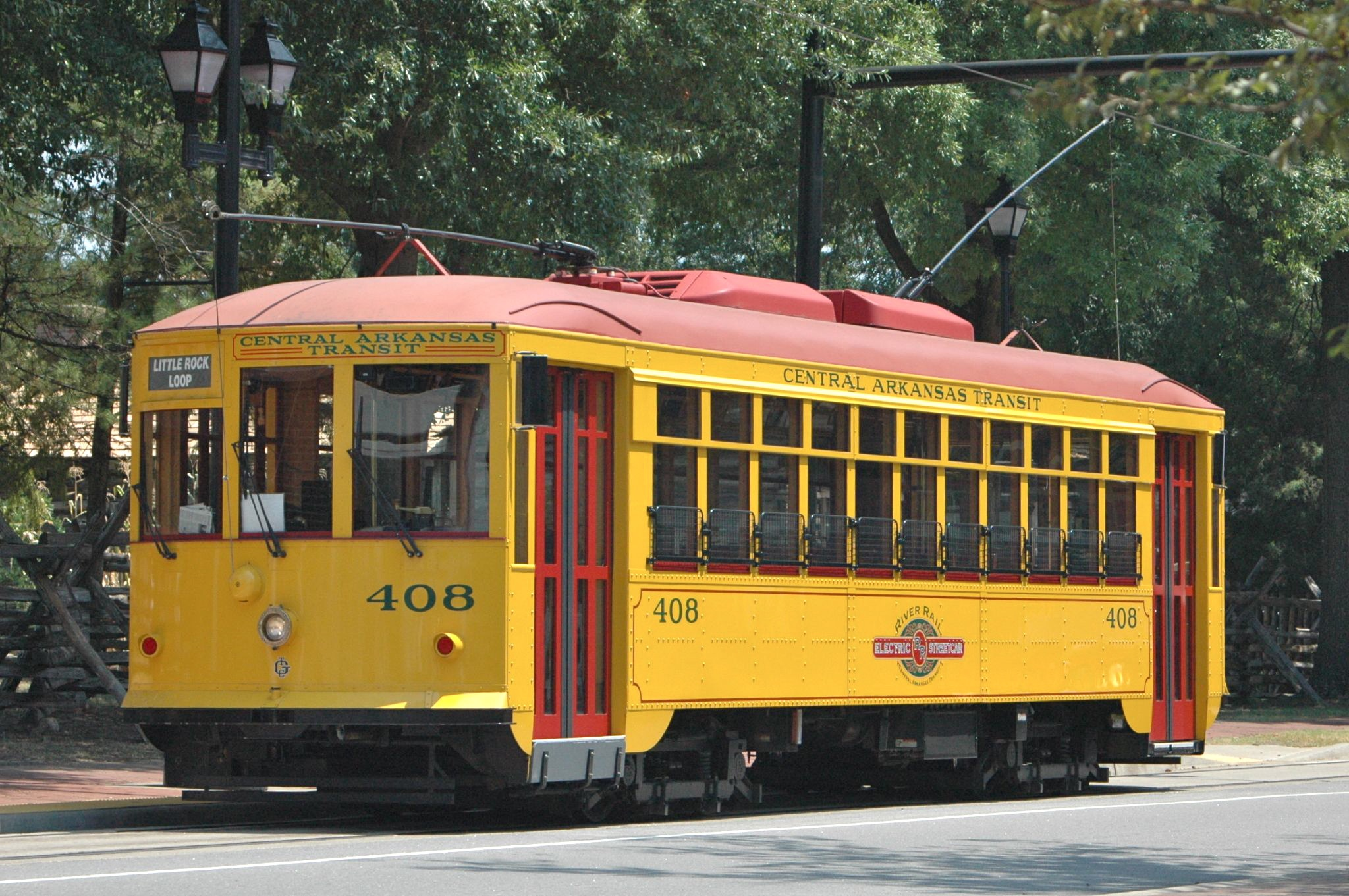
Triebwagen 408 in Downtown Little Rock, die hintere Stromstange liegt am Fahrdraht an

Zunächst verkehrten drei Nachbauten des Typs Birney Safety Car, im Zuge der Streckenverlängerung wurden zwei weitere beschafft. Sie wurden sämtlich bei der Gomaco Trolley Company in Ida Grove gebaut. Birney-Fahrzeuge, Nummern 400 bis 407, verkehrten bereits bei der ehemaligen Straßenbahn. Die Nummern 408 bis 412 der Repliken schließen an die ehemalige Nummerierung an.

## Technik
Die Versorgung der Fahrzeuge mit Gleichstrom von 600 Volt erfolgt über eine Oberleitung. Anders als heutzutage üblich wird der Strom – historisierend – über Stangenstromabnehmer aus der Fahrleitung entnommen. Die Triebwagen besitzen für jede Fahrtrichtung eine Stromstange, die jeweils hintere wird für die Stromentnahme genutzt, die vordere ist vom Fahrdraht abgezogen. An der Endstelle Presidential Library müssen die Stromstangen für den Fahrtrichtungswechsel abgezogen bzw. angelegt werden.

## Ausblick
Diskutiert wird eine Verlängerung der Strecke um vier Kilometer zum Bill and Hillary Clinton National Airport. In diesem Zusammenhang wird die Umwandlung in ein Light-Rail-System erwogen.

## Galerie

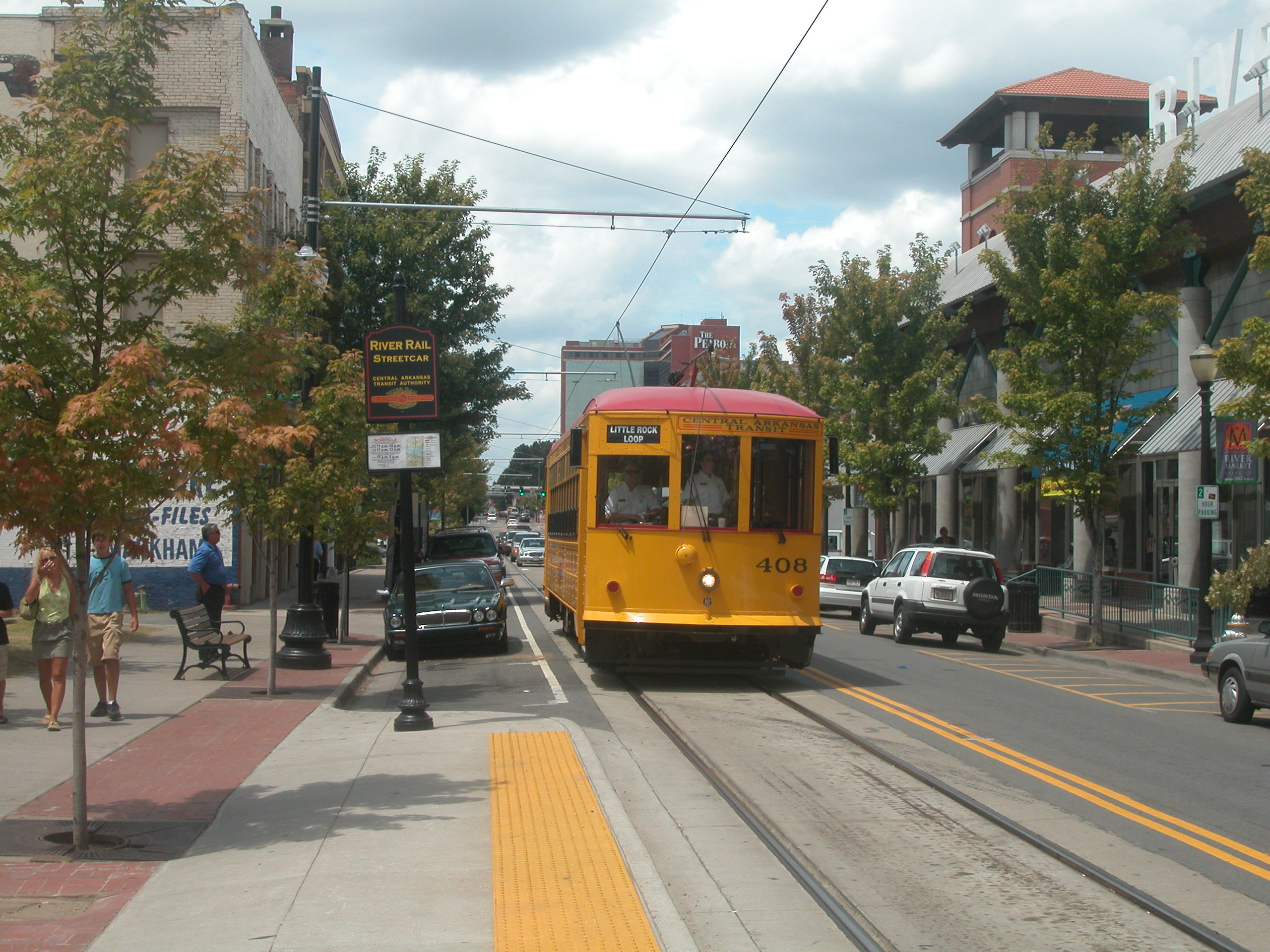
Wagen 408 in der President Clinton Avenue in Little Rock
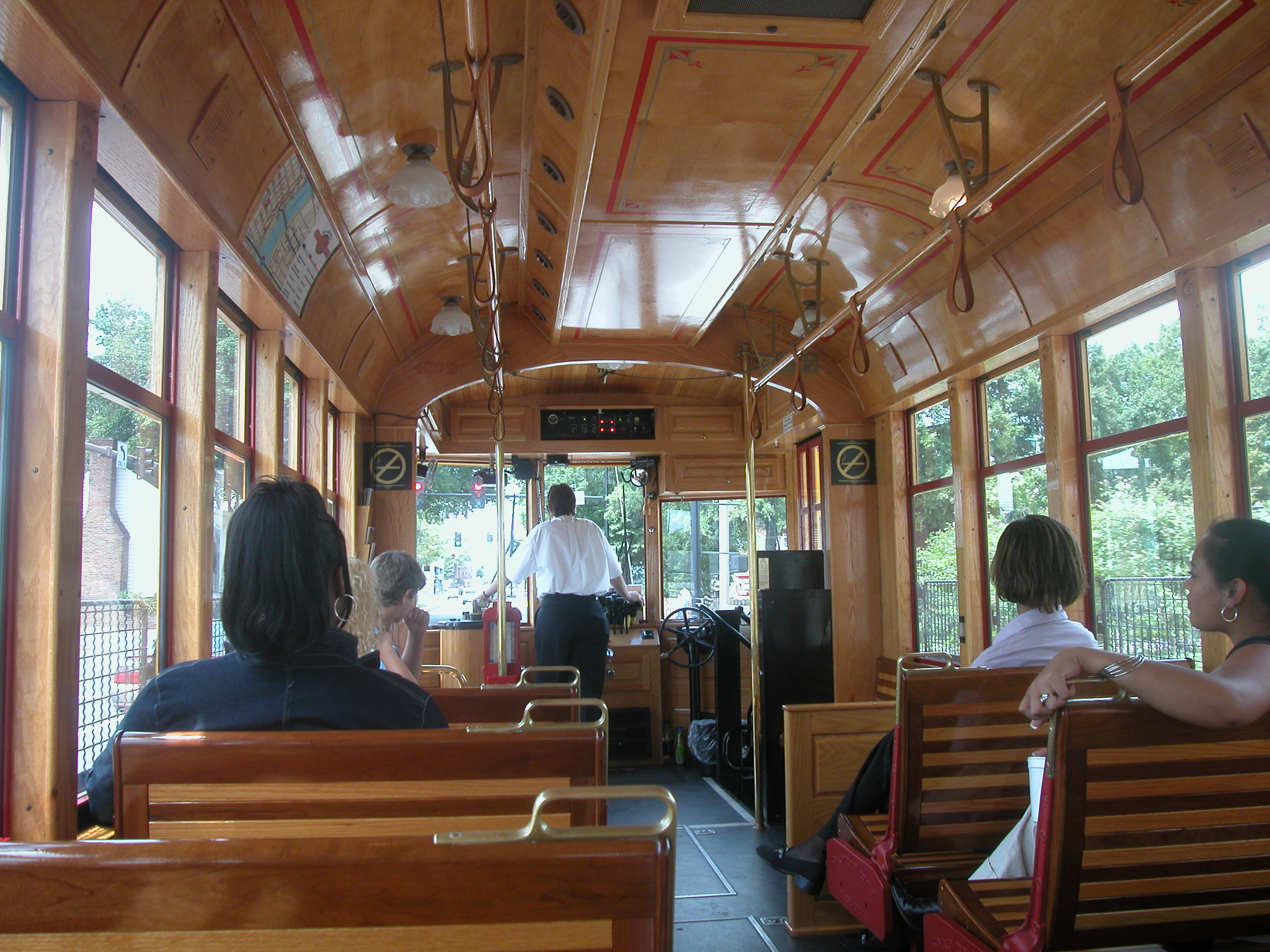
Innenraum von Wagen 408
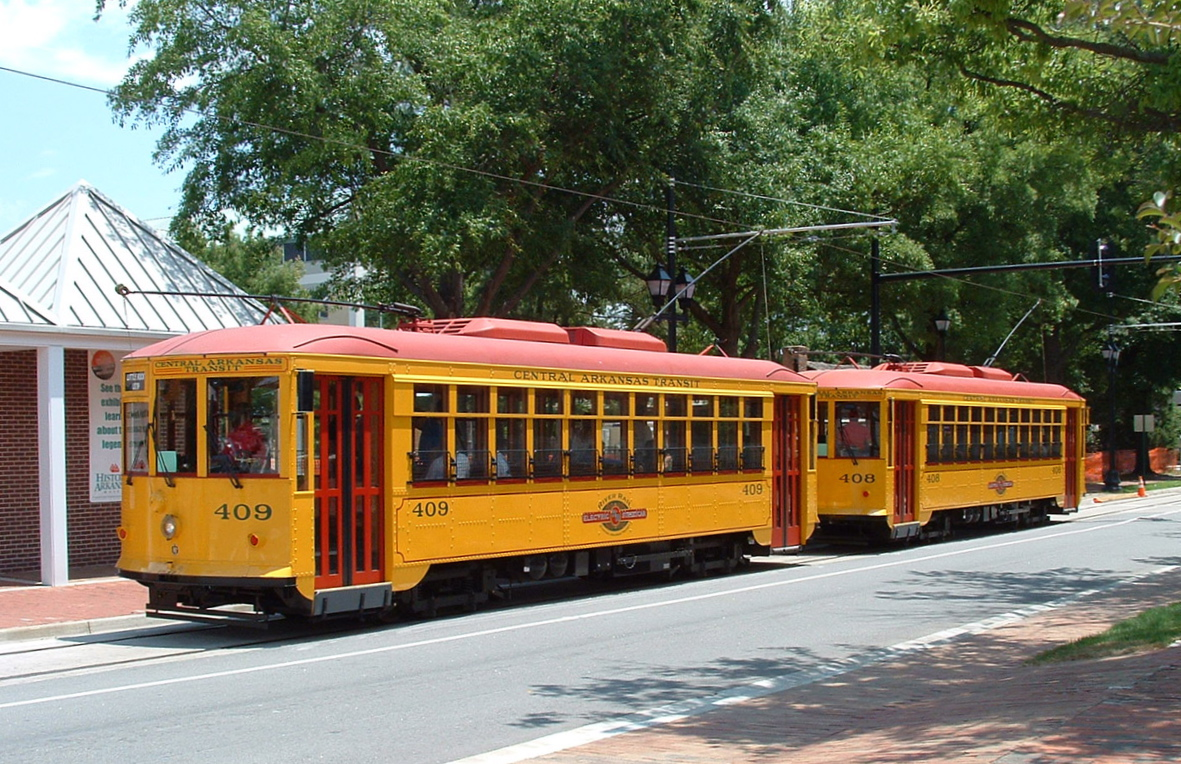
Zwei Triebwagen an der Haltestelle Historic Arkansas Museum in Little Rock
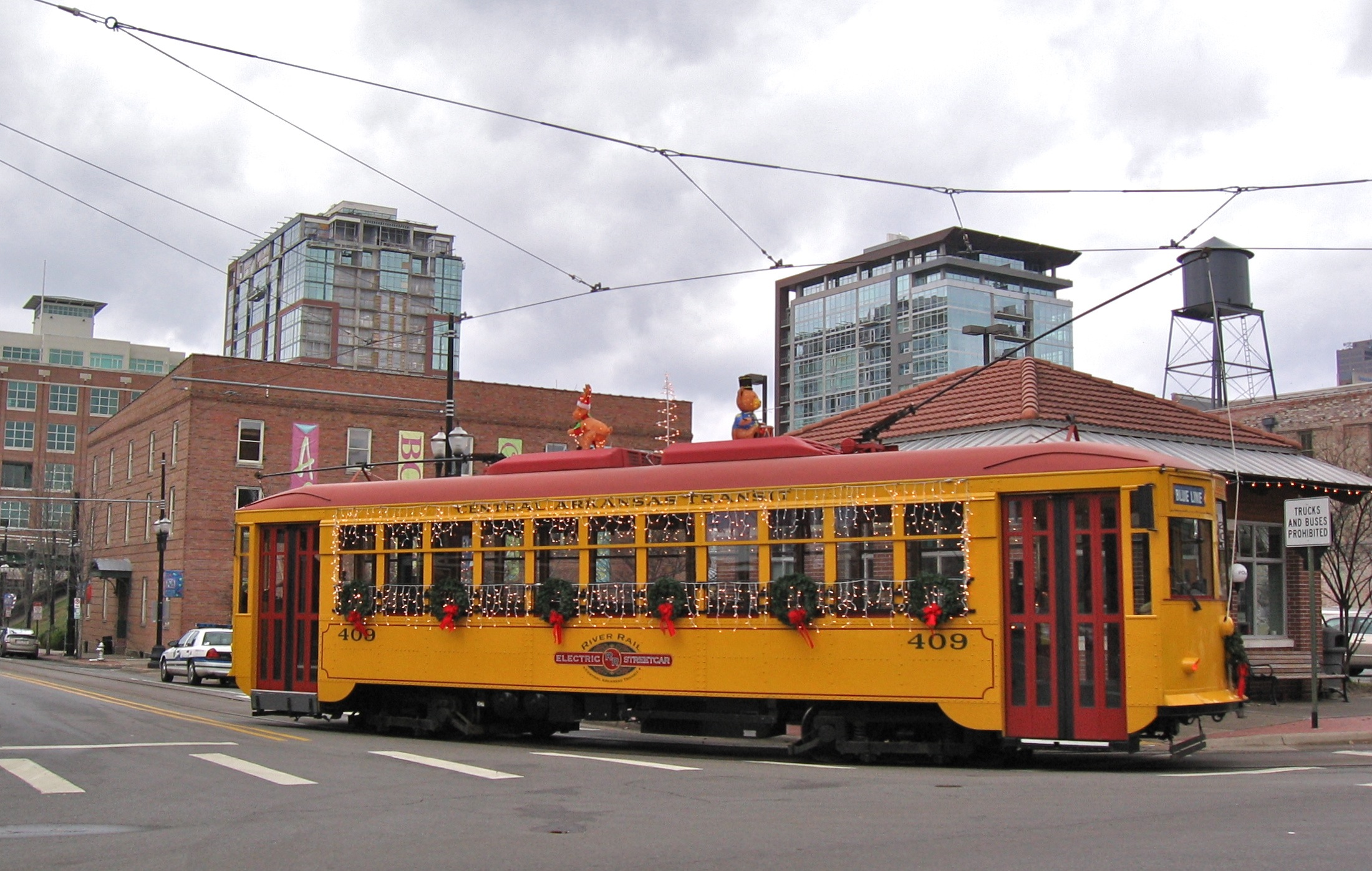
Triebwagen 409 mit Weihnachtsdekoration in Little Rock